# Russneft
Russneft este o companie petrolieră din Rusia.
Compania a obținut în 2006 în total 17 milioane de tone de petrol, iar rezervele sale recuperabile sunt estimate la 630 de milioane de tone.
Grupul are două rafinării, o societate de transport și 300 de benzinării și are 20.000 de angajați.
Russneft a fost înființată în 2002, când Mihail Guteriyev, fost șef al companiei petroliere controlate de stat Slavneft, a cumpărat active Slavneft, la preț foarte redus, la puțin timp de la privatizarea companiei.
În anul 2007, Oleg Deripaska, acționar majoritar al producătorului de aluminiu Rusal, a cumpărat Russneft de la Guteriev pentru 3 miliarde dolari.
În ianuarie 2010, Oleg Deripaska a revândut grupul petrolier Russneft fondatorului său, Mihail Guteriev, pentru 600 milioane dolari.